# Takwa
Takwa était une ville de la côte de Zanguebar, située dans le sud-est de l’île de Manda, dans l'archipel de Lamu.

## Histoire et description
C'était, pendant les XVe et XVIe siècles, une ville commerçante swahilie. Du fait de sa localisation à l’endroit le plus étroit de l’île, l'habitat humain n’est pas très étendu. Elle est abandonnée au XVIIe siècle vraisemblablement, à la suite de la salinisation de l’eau potable et de la rivalité continue avec les habitants de l’île voisine de Pate.
Le site est fouillé une première fois en 1951 par James Kirkman, puis de nouveau en 1972, sous la supervision de James de Vere Allen, le conservateur du musée de Lamu.
Parmi les vestiges se trouve la grande mosquée du vendredi qui est relativement bien conservée. Elle comporte une grande colonne au niveau du mur de la qibla, portant l’inscription « 1681-1682 », qui marque probablement la tombe d’un cheikh ou d’un sayyid. Kirkman pense que la ville devait être un lieu de retraite pour les hommes de religion.
Les ruines sont classées monument national depuis 1982.
Lors de l’abandon du site, la population se serait établie de l’autre côté de la baie à Shela sur l’île de Lamu mais revenait semestriellement prier sur la tombe à la colonne pour faire venir la pluie.

## Galerie

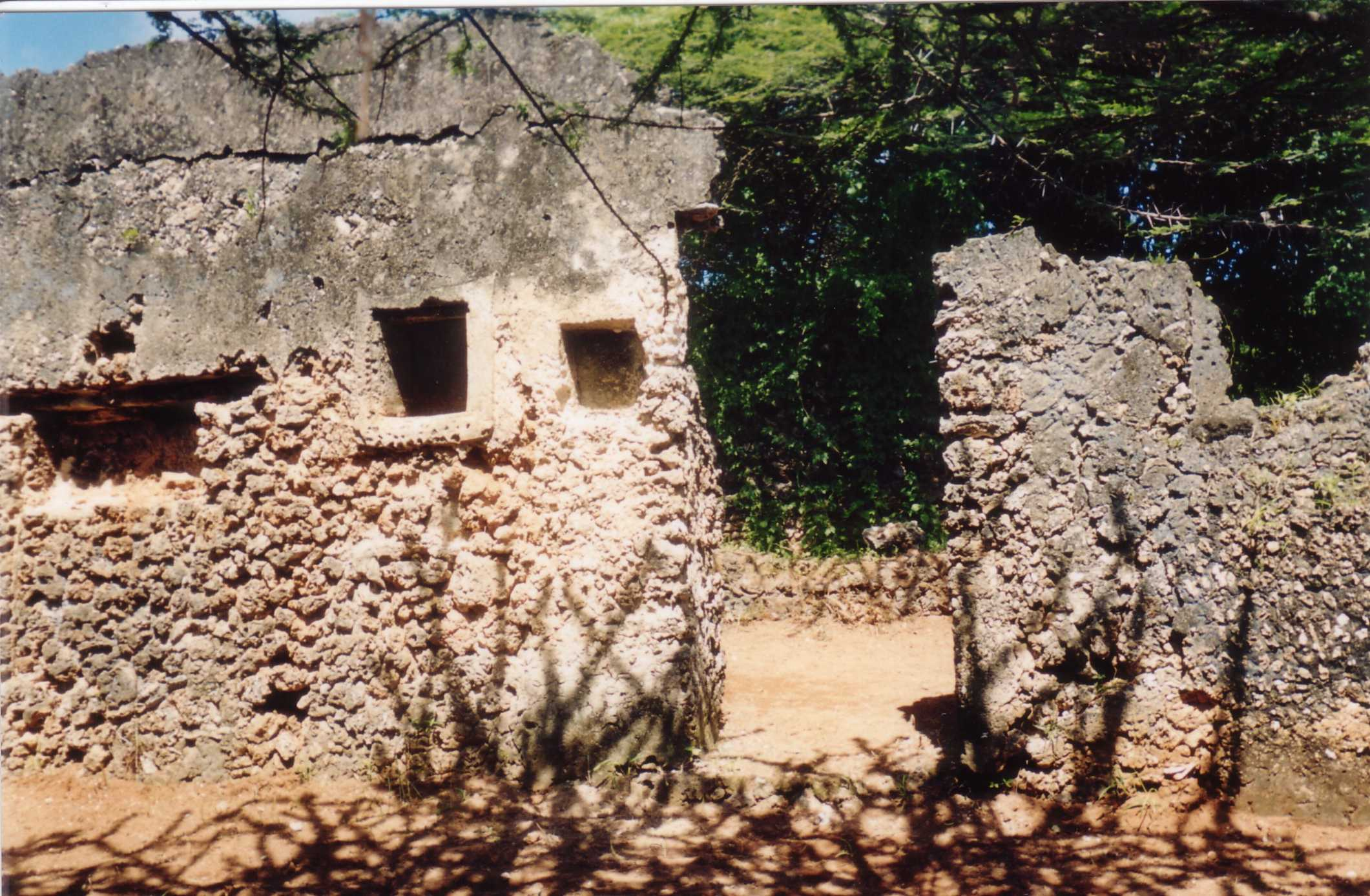
Mur en ruine
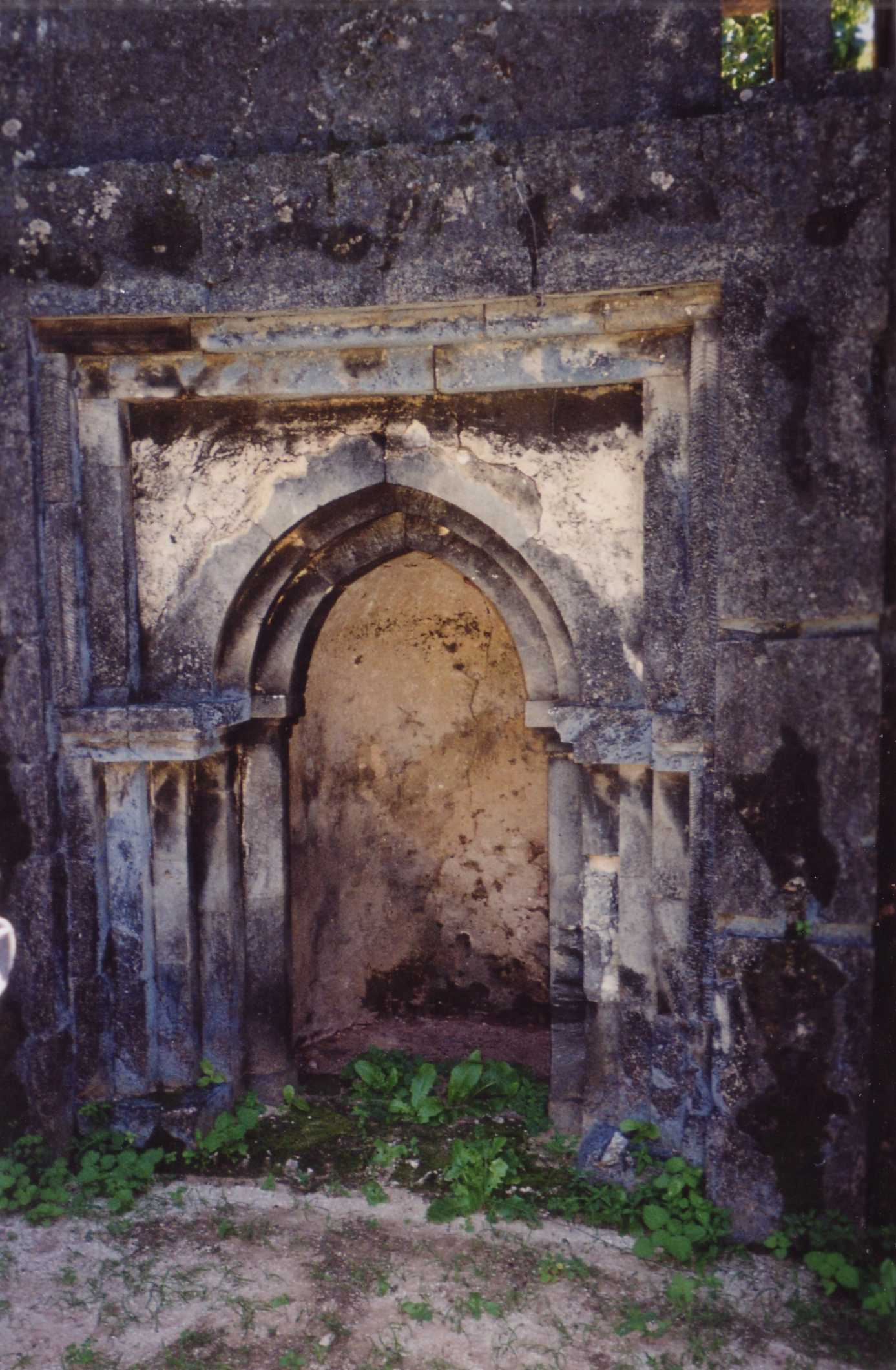
Le mihrab
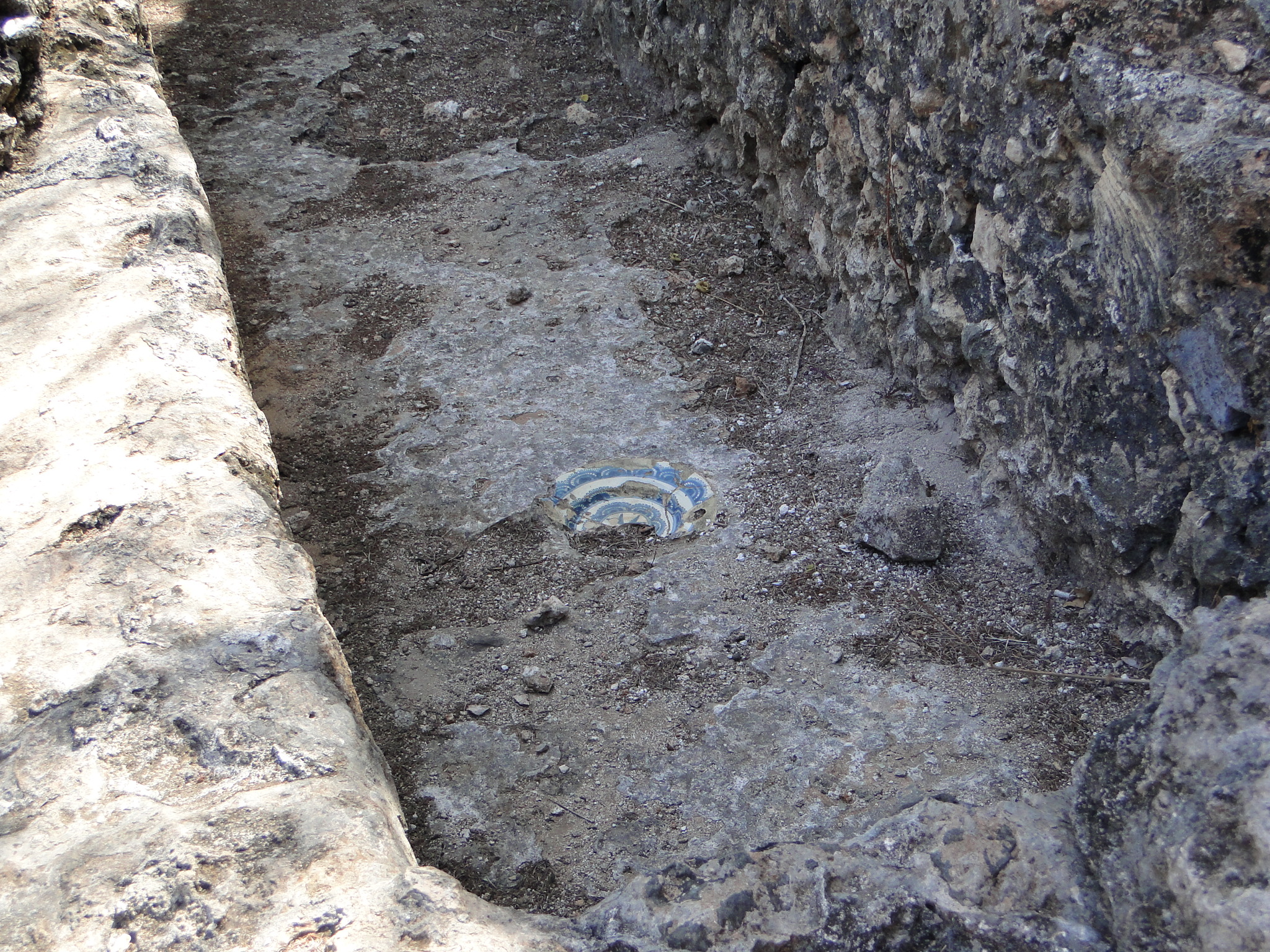
Le wudu (fontaine pour les ablutions partielles)